# L'Éventreur de Notre-Dame
Pour plus de détails, voir Fiche technique et Distribution.
L'Éventreur de Notre-Dame (aussi connu sous le titre de Exorcismes et messes noires ou Sexorcismes selon les versions ; El sádico de Notre-Dame) est un film belgo-franco-espagnol réalisé par Jesús Franco sorti en 1975. On y retrouve Jesús Franco (sous le pseudonyme de Jess Frank) dans le rôle principal, ainsi que Lina Romay.

## Synopsis
Mathis Vogel, un prêtre défroqué et psychopathe, se met en tête de tuer toutes les personnes qui sont selon lui corrompues par la luxure.

## Fiche technique
- Réalisateur : Jesús Franco
- Genre : horreur, érotique
- Pays :  Espagne
- Sortie : 1975 (France)
- Durée : 1h35

## Distribution
- Jesús Franco (sous le nom de Jess Frank) : Matthis Vogel
- Lina Romay : Anne
- Lynn Monteil : Rose
- Monica Swinn : Maria
- Catherine Lafferière : Martine
- Pierre Taylou : Pierre De Franval
- Roger Germanes : Malou, l'inspecteur